# Lyncestis phaeocrossa
Lyncestis phaeocrossa är en fjärilsart som beskrevs av Turner 1932. Lyncestis phaeocrossa ingår i släktet Lyncestis och familjen nattflyn. Inga underarter finns listade i Catalogue of Life.